# 1905 en rugby à XV
Chronologie du rugby à XV
1904 en rugby à XV - 1905 en rugby à XV - 1906 en rugby à XV
Les faits marquants de l'année 1905 en rugby à XV

## Événements

### Mars
- Le 11 mars 1905, le pays de Galles termine premier du Tournoi britannique de rugby à XV 1905 en remportant trois victoires et la Triple Couronne par la même occasion. C'est le premier âge d'or du pays de Galles qui gagne sept fois le Tournoi en douze éditions entre 1900 et 1911. Le XV du Dragon commence le Tournoi 1905 par une victoire contre l’Angleterre 25 à rien, elle gagne en Écosse 6 à 3 et elle reçoit l'Irlande pour le dernier match, s'imposant 10 à 3 : la Triple Couronne est de nouveau obtenue… Rhys Gabe, Dick Jones, Dicky Owen, Charlie Pritchard, Twyber Travers ont rejoint les Jehoida Hodges, Billy Trew, Gwyn Nicholls…
  - Article détaillé : Tournoi britannique de rugby à XV 1905

### Décembre
- Les Gallois invaincus en 1905 affrontent une autre équipe invincible, les All Blacks. Les Gallois sont les seuls à battre les Originals à Cardiff, par 3 points à 0[1]. Cette victoire[2] est contestée en Nouvelle-Zélande, un essai néo-zélandais refusé à tort, pensent-ils, aurait conduit à un match nul 3 partout. C'est leur premier adversaire non britannique et non irlandais.

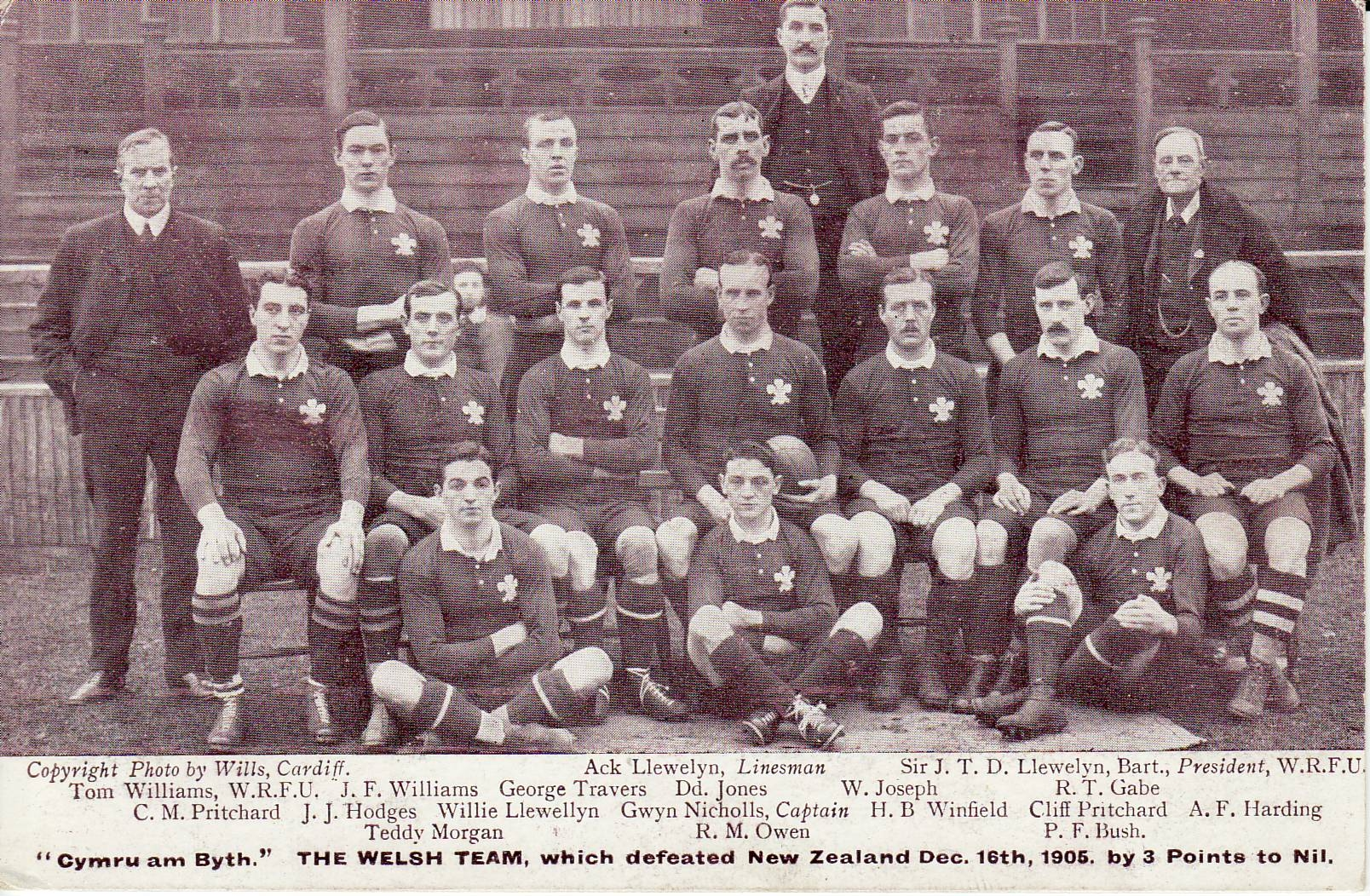
Les vainqueurs des Originals, premiers All Blacks

## Naissances
- 25 avril : George Nepia, arrière international néo-zélandais à 46 reprises, naît à Ruatoria († 27 août 1986 à l'âge de 81 ans et quatre mois).